# Valkendorfs Kollegium
Valkendorfs Kollegium på Sankt Peders Stræde i Köpenhamn är ett kollegium, som kan skriva sin historia ända tillbaka till den 26 februari 1589, då det blev grundlagt av Christoffer Valkendorf.
Kollegiets nuvarande byggnad är dock från 1865-1866 och ritad av Kommunehospitalets arkitekt Christian Hansen. Den blev tillbyggd på höjden 1920 och har sedan blivit skyddad.
Åtskilliga kända personer har varit alumner på kollegiet genom åren. Av de mest kända kan nämnas:
- Herman Bang
- Steen Steensen Blicher
- Frederik Dreier
- Johannes Ewald
- N.F.S. Grundtvig
- B.S. Ingemann
- Canuto Kallan
- Peder Lauridsen Kylling
- Frederik Christian Sibbern
- Benjamin Georg Sporon
- Henrik Stampe

55°40′46.4″N 12°34′8.5″Ö / 55.679556°N 12.569028°Ö